# OPS-4
65式艦船用レーダOPS-4Dは、沖電気工業製の2次元レーダー。海上自衛隊の自衛艦において、対水上捜索レーダーとして搭載された。

## 概要
海上自衛隊では、黎明期に運用していた旧海軍哨戒特務艇ではSバンドのSO-8が運用されていたが、昭和28年度計画でアメリカより供与されたブルーバード級掃海艇（やしま型掃海艇）ではXバンドのAN/SPS-5Bを搭載していた。続いて整備されることになった初の量産型中型掃海艇においては、引き続き、短波長で解像度が高いXバンドで動作する国産レーダーの搭載が求められた。これによって開発されたのが本機種である。
当時、日本無線（JRC）を中心として、AN/SPS-5Bの国産化版であるOPS-3シリーズの開発が進められていた。これは護衛艦等への搭載を目的としたSバンドのレーダーであったが、本機種の開発にあたっては、部品点数軽減のためOPS-6のアンテナ架台が流用され、JRCの刻印が入ったままの架台を沖電気が使用していたとされている。システムは下記のような部分から構成される。
- 艦船用レーダ空中線N-AS-36
- 艦船用レーダ送受信機N-RT-22
- 艦船用レーダ指示機N-IP-26
- 艦船用レーダ真方位指示機N-C-89

OPS-4は1959年（昭和34年）より導入された。その後、昭和30年代後半にはより高解像度のXバンド・レーダーが求められるようになった。これに応じて開発されたOPS-9は1966年（昭和41年）に実用化され、本機種の後継となった。
搭載艦艇
- 初代おおすみ型輸送艦（供与艦; SO-2より換装）
- 1号型魚雷艇（28PT）
- かさど型掃海艇（30MSC）
- 補給艦「はまな」（35AO）
- 潜水艦救難艦「ちはや」（34ASR）
- 砕氷艦「ふじ」（39AGB）